# 92 (число)
92 (дев'ятдеся́т два; також рос. дев'яно́сто два) — натуральне число між  91 та  93.

## У математиці
- 8-ме  п'ятикутне число

## Абджадія
- محمد  — Мухаммад

Гематрія:
- אלוהים  — Елохім (івр. Бог)

## Коди і номери
- 92 день року — 2 квітня
- 92 рік, 92 рік до н. е..
- 92 розділ Біблії — «Про жертвопринесення хліба».
- 92 сура Корану — «Ніч» (Сура Аль-Лайл).
- Атомний номер  урану
- ASCII-код символу «\»